# Zelica selana
Zelica selana är en fjärilsart som beskrevs av William Schaus 1937. Zelica selana ingår i släktet Zelica och familjen tandspinnare. Inga underarter finns listade i Catalogue of Life.